# Dějiny Běloruska

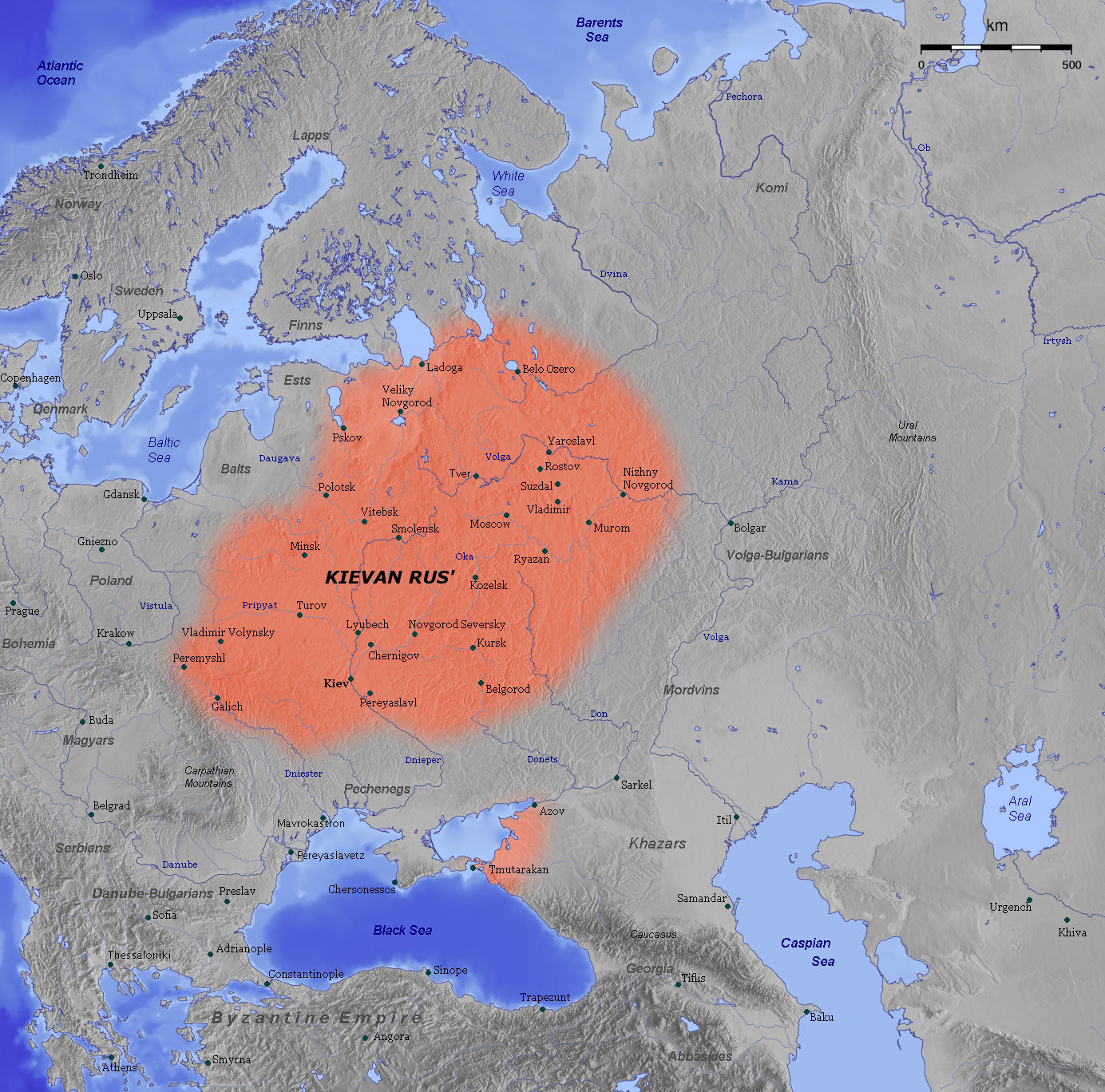
Kyjevská Rus v 9. století

Dějiny Běloruska jsou spíše dějinami slovansky („starobělorusky“) mluvícího pravoslavného obyvatelstva na území dnešního Běloruska, které až do konce 1. světové války nemělo vlastní stát (do konce 19. století nebyli Bělorusové zpravidla považováni ani za samostatný národ). Teritorium dnešního Běloruska, ve středověku a raném novověku známé jako Bílá Rus, bylo po staletí součástí větších státních celků: Kyjevské Rusi, Velkoknížectví litevského (VKL), Republiky obou národů (Rzeczpospolita) a Ruského impéria. Bělorusové si dokázali uchovat vlastní kulturu a v období Sovětského svazu získali svou svazovou republiku a roku 1991 také nezávislost, zároveň však byli vystaveni dlouhodobé rusifikaci, která i dnes ovlivňuje nejistou identitu země.

## Osídlování Běloruska
V 7. až 6. století př. n. l. se z jižní oblasti Evropy přesunuly na území Bílé Rusi staroslovanské kmeny (tzv. milohradská kultura). V 1. století př. n. l. se na tomto území objevili představitelé druhé slovanské skupiny – tzv. zarubiněcké kultury. Slovanské kmeny, které sem v tomto období přišly postupně asimilovaly sousední kmeny baltské. V 9. století se Polocké, Turovsko-pinské a Smolenské knížectví stala součástí Kyjevské Rusi.

## Litevské období

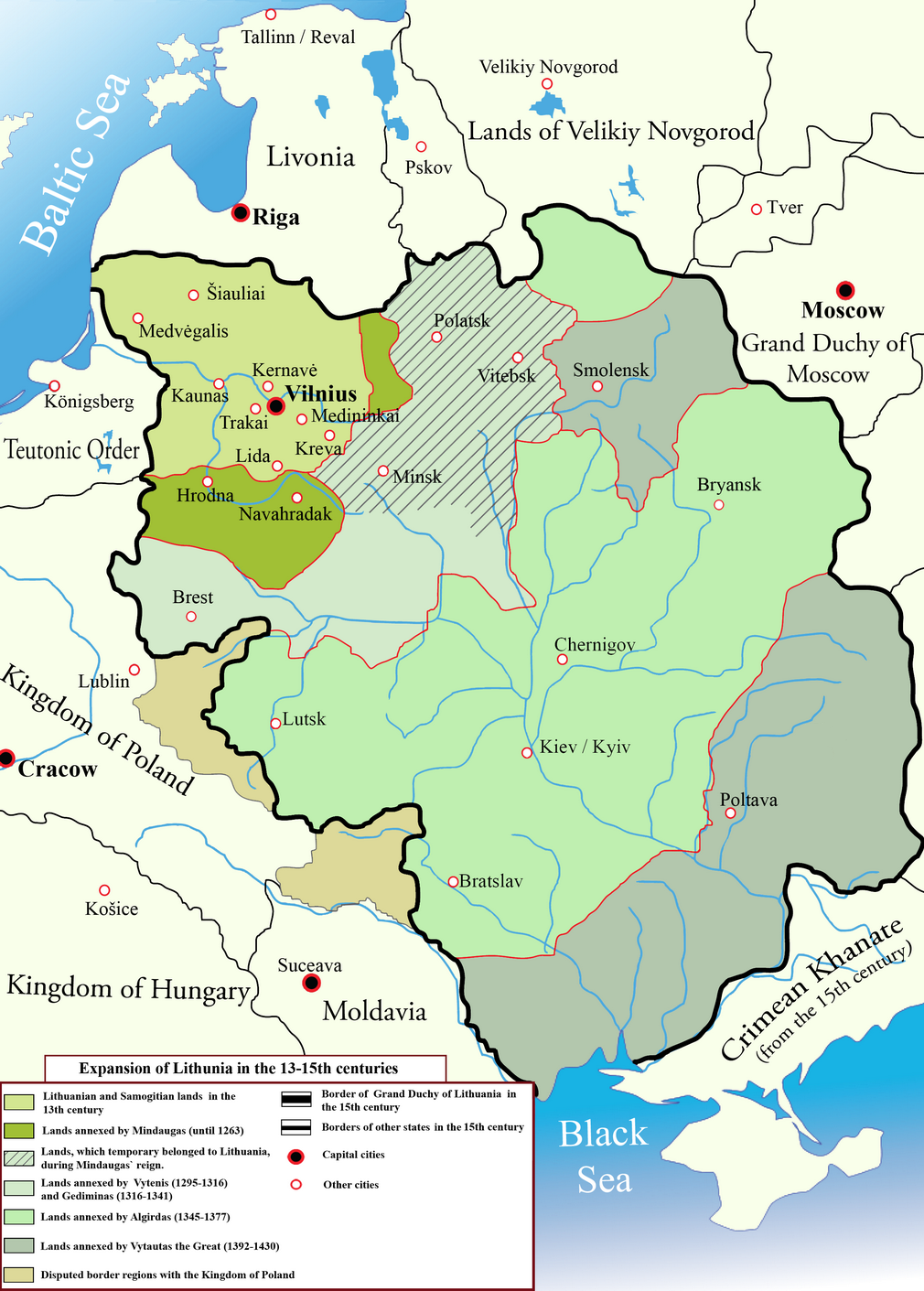
Litevské velkoknížectví v 13.–15. století

Po nájezdu Tatarů v letech 1237–1240 se běloruské země dostaly pod vládu Velkoknížectví litevského. Bělorusové a Litevci tak vstoupili do svazu bojujícímu proti společným nepřátelům – Tatarům na východě a německým rytířům na západě. V křižáckých kronikách se v tomto období začal objevovat termín „Bílá Rus“ (Alba Ruthenia) jakožto souhrnné označení pro území na jihovýchod od vlastní Litvy, kde převládalo pravoslavné obyvatelstvo slovanského jazyka a mravů. V roce 1386 se litevský velkokníže Jogaila stal polským králem (Vladislav II. Jagello), a tím si získal vládu v obrovském soustátí, do něhož patřily baltské i slovanské národy. Stará běloruština byla státním a diplomatickým jazykem velkoknížectví až do 17. století, kdy byla nahrazena polštinou.

## Polské období
Po založení polsko-litevské unie se rozšířil vliv Polska na území Běloruska. Změnily se církevní a společenské instituce a část pravoslavných biskupů uzavřela s katolickou církví brestlitevskou unii, (1596), čímž vznikla tzv. uniatská církev, jejíž bohoslužba měla znaky byzantských rituálů, řídila se však římsko-katolickými dogmaty a uznával za svou hlavu papeže. Polský vliv se rozšířil i v sociálně-ekonomické sféře – půda ve vlastnictví běloruských šlechticů byla zaměněna na jejich vlastnictví a pracovali na ní rolníci najatí běloruskou šlechtou. Tato šlechta, na rozdíl od rolníků a městského obyvatelstva, kteří nadále používali běloruštinu a byli věrní uniatské církvi, si velmi rychle osvojila polský jazyk, polskou kulturu a římskokatolické náboženství.
Polsko-litevský stát byl na vrcholu své moci na začátku 17. století. V tomto období jeho území sahalo od Baltského až k Černému moři, navíc Ruské carství uznalo na trůně Polsko-litevského státu polského krále Vladislava IV. Vasu. Následujících 50 let 17. století se neslo ve znamení válek mezi Ruskem, Polskem a Švédskem. Rusko-polská válka (1654–1667), v které Rusko a Polsko bojovaly o vliv na území Ukrajiny, a Severní válka (1700–1721) mezi Ruskem a Švédskem o strategický přístup k Baltskému moři se obzvlášť přičinily o devastaci Běloruska. V důsledku násilností, hladu a chorob v těchto válkách našla smrt asi polovina tehdejšího běloruského obyvatelstva v Polsko-litevském státě.

## Ruské období

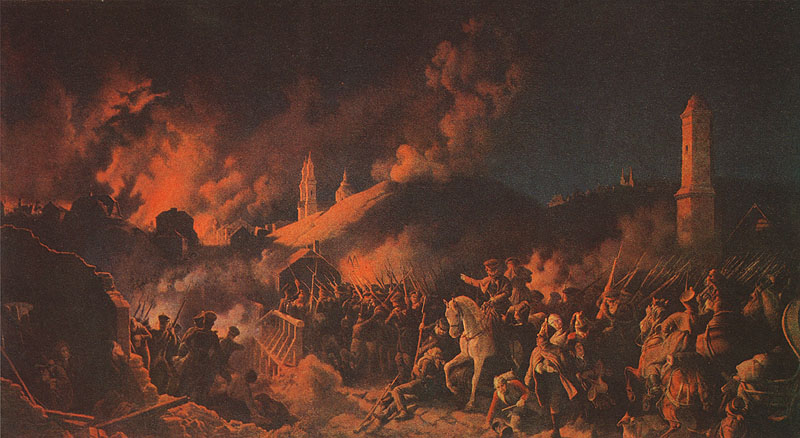
Druhá bitva o Polock (1812), Peter von Hess

Po třech děleních Polska v letech 1772, 1793 a 1795 mezi Rusko, Prusko a Rakousko bylo běloruské území částí Ruska a tvořilo jeho severozápadní oblast. Uniatská církev byla roku 1839 zlikvidována. O rok později (1840) nabyl platnosti ruský soudní zákoník a používání názvu „Bělorusko“ pro označení běloruského území bylo zakázáno.
Běloruská šlechta a část rolníků pod vedením Konstantyho Kalinowského se rozhodla vyjádřit nesouhlas s tehdejší situací v zemi a uskutečnili polsko-litevské povstání (1863). Povstáním docílili liberalizace společného života v Rusku v 60.–70. letech 19. století a rozvoje publikací v běloruském jazyce.
Dne 25. března 1918 běloruský parlament vyhlásil Běloruskou lidovou republiku, a po odchodu německých okupačních vojsk a konci první světové války v Bělorusku, 27. února 1918, Litevsko-běloruskou sovětskou socialistickou republiku. Avšak ihned po napadnutí Polskem o rok později (1919) a krátké války mezi Polskem a sovětským Ruskem bylo Bělorusko v roce 1920 znova rozděleno. Přibližně 100 000 km² se stalo součástí Polska a na větší části území (107 000 km²), která byla z větší části obývána běloruským obyvatelstvem (zhruba 5 000 000), byla vyhlášena Běloruská sovětská socialistická republika, která se roku 1922 stala součástí Sovětského svazu.

## Sovětské období

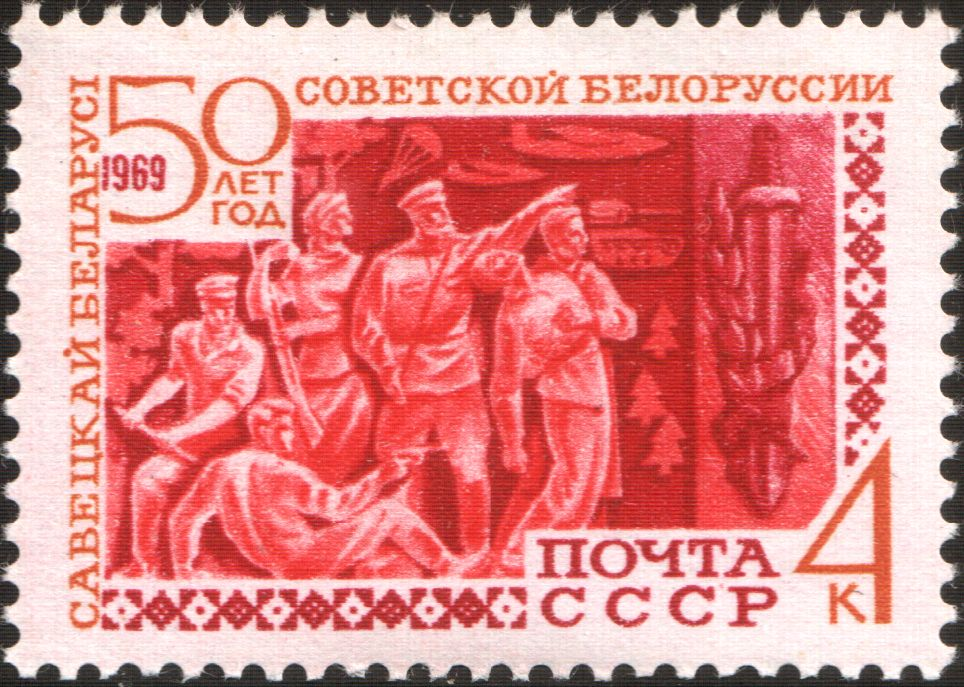
50 let sovětského Běloruska — sovětská poštovní známka z roku 1969

Koncem 20. let 20. století začal Josif Vissarionovič Stalin Bělorusko postupně sovětizovat. Industrializace a kolektivizace v 30. letech 20. století izolovaly statisíce místních Bělorusů v prudce rozvíjejících se městech, což mělo za následek převahu běloruského obyvatelstva nad jiným etnickým obyvatelstvem (Rusy, Poláky a Židy) v období 50. let 20. století.
V důsledku napadnutí země nacistickým Německem a jeho okupací v době druhé světové války utrpělo Bělorusko velké škody. Když bylo roku 1944 osvobozeno vojsky Rudé armády a partyzány, všechna města země byla zruinována a průmysl zničen. V druhé světové válce Bělorusko ztratilo asi 2 225 000 obyvatel.
Po válce se situace v zemi postupně dostávala do normálu. V 70. letech 20. století bylo Bělorusko už rozvinutou ekonomickou oblastí Sovětského svazu. Růst průmyslu a urbanizace podnítil zesilnění procesu asimilace běloruského obyvatelstva. Státní politika vzdělanosti a kultury, kterou Sovětský svaz vedl, zapříčinila rozvoj vydávání ruských knih a uzákonění ruského jazyka jako úředního jazyka v Bělorusku a vyučovaného jazyka na školách.
Ve volbách roku 1990 získala Komunistická strana Sovětského svazu většinu míst v Nejvyšším sovětu, ale účast dalších politických stran v parlamentu způsobila rozkol názorů poslanců na tři skupiny:
- nomenklatura (KS SSSR)
- antikomunisté (Běloruská lidová fronta, BNF)
- umírnění

První skupina poslanců podporovala srpnový puč v Moskvě (1991), avšak po jeho neúspěchu byl předseda strany Nikolaj Ivanovič Dementej nucený vzdát se postu předsedy Prezídia Nejvyššího sovětu BSSR. Na jeho místo byl 18. září 1991 jmenovaný Stanislav Šuškevič.

## Nezávislé Bělorusko

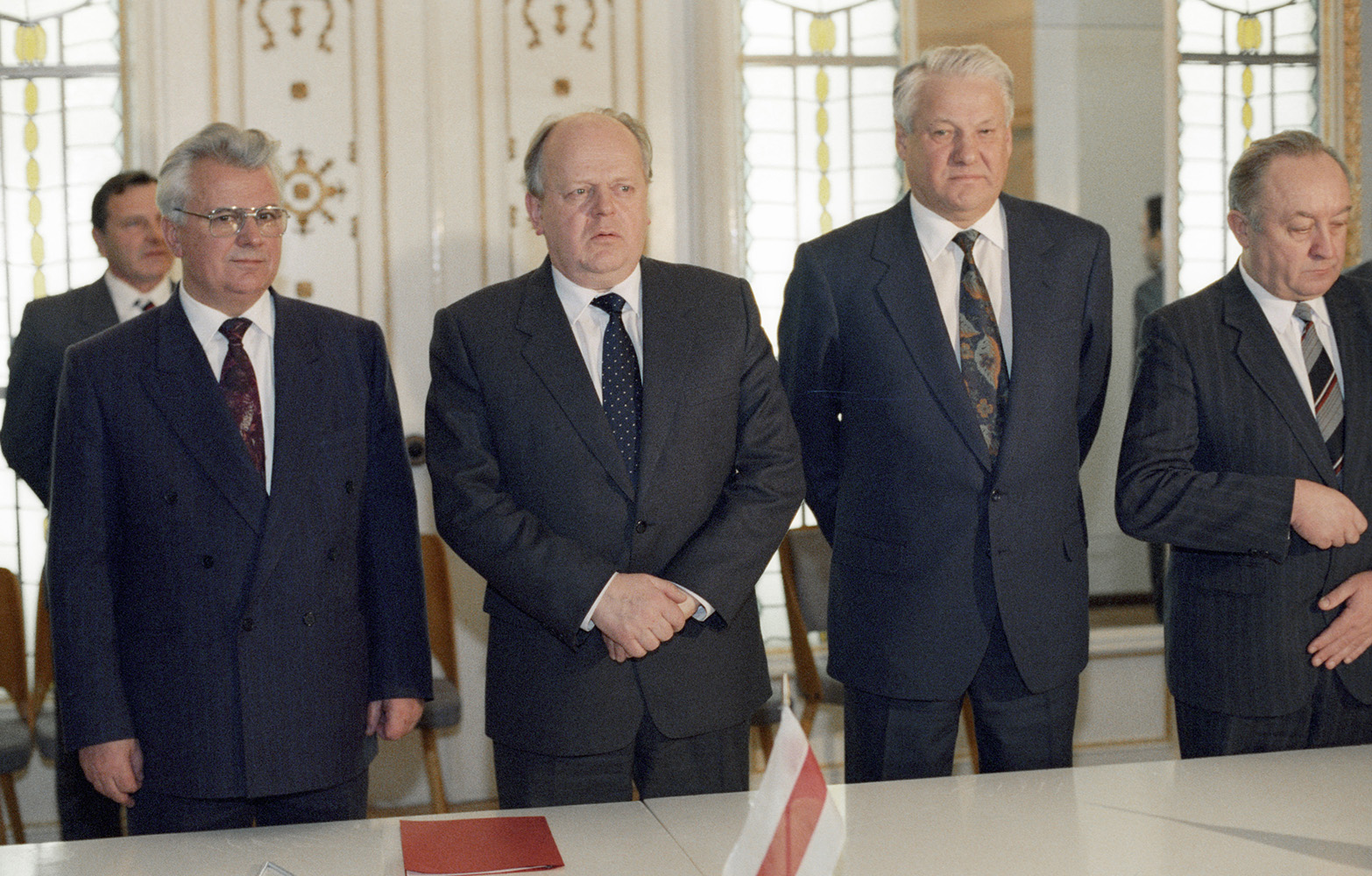
Leonid Kravčuk, Stanislav Šuškevič a Boris Jelcin po podpisu bělověžské dohody

Na celosvazovém březnovém referendu v roce 1991 (17. března 1991) o zachování sovětských republik v Sovětském svazu hlasovalo 83 % obyvatelstva Běloruska pro setrvání svého státu ve svazu i zachování SSSR. Situace se však změnila, když v Moskvě v srpnu roku 1991 vypukl státní převrat. Vedoucí představitelé Běloruska a ÚV KSB zpočátku převrat neodsuzovali, avšak postupem času (po jeho potlačení) byli nuceni reagovat na nastupující změny v tehdejším Sovětském svazu a 25. srpna 1991 v Bělorusku vyhlásili nezávislost. Po jejím vyhlášení začali poslanci komunistické strany tuto stranu opouštět. Činnost Komunistické strany byla 28. srpna 1991 oficiálně zakázaná. Pozice liberálů a národních reformních sil zesílily. Z neúspěchu srpnového puče v Moskvě obvinili předsedu Prezídia Nejvyššího Sovětu - Nikolaje Ivanoviče Dementěje. Na tomto místě ho vystřídal Stanislav Šuškevič, kterého považovali za zastánce reforem. Dne 19. září 1991 opozice běloruského parlamentu přinutila vládu změnit název Běloruské sovětské socialistické republiky na Běloruskou republiku a přijmout bílo-červeno-bílou vlajku nezávislého Běloruska a historický státní znak Běloruské republiky, který zdědilo po Litevském velkoknížectví. Dne 7.–8. prosince na schůzi prezidentů Ruska (Boris Jelcin), Ukrajiny (Leonid Kravčuk) a Běloruska (Stanislav Šuškevič) v Bělověžském pralese podepsali dohodu o rozpuštění Sovětského svazu a ustavení nového Společenství nezávislých států (SNS), jehož vznik byl dohodnut na konferenci v kazašské Alma-Atě 21. prosince 1991.

### Předčasné volby
Opoziční poslanci Běloruské lidové fronty (BNF) trvali na rozpuštění parlamentu a vypsání nových voleb. Petice za rozpuštění parlamentu (více než 442 000 podpisů během čtvrt roku) a nespočetná protestní shromáždění nepomohly; Nejvyšší rada republiky vše vyvrátila a zpochybnila a parlament rozpuštěn nebyl. Rada ale souhlasila se zkrácením volebního období z pěti na čtyři roky a vyhlášení předčasných voleb roku 1994.
Z předčasných voleb vyšla vítězně strana premiéra Vjačeslava Kebiče, která se skládala z bývalých členů komunistické strany. Během následujícího období se pokoušel vést tradiční politiku vzdálenou extrémismu, jaká bylo do té doby známá obyvatelům státu. V roce 1993 proto přijali Zákon o privatizaci, který měl ochránit kolchozy a státní sovchozy před tlaky plně tržního prostředí. Navíc se Šuškevič snažil zrychlit privatizaci státních podniků, v těchto krocích však nebyl úspěšný a v srpnu 1994 byl na místě předsedy parlamentu nahrazen Mjačeslevem Gribem.

### První prezidentské volby v Bělorusku
Dne 30. března 1994 byla Nejvyšší radou Běloruska přijata nová ústava, která v zemi zabezpečila post prezidenta republiky se širokými pravomocemi. První prezidentské volby v historii Běloruska se konaly 23. června a 10. červenсe 1994. Kebič v nich prohrál. Prezidentem Běloruska se stal Alexandr Lukašenko, odpůrce rozpuštění Sovětského svazu. Po nástupu do funkce začal rozvíjet aktivní kampaň, aby odhalil korupci v zemi a začal upevňovat vztahy s Ruskem.

### Vláda Alexandra Lukašenka
Ve vládě nového prezidenta byli kromě veteránů v politice i nováčci. Aby měl podporu parlamentu, přesunul nadcházející parlamentní volby na duben 1995. Brzy se však objevily nové korupční skandály některých ministrů v jeho vládě, a tak se rozhodli podat demisi, kterou ale Lukašenko nepřijal.
Kromě současných pravomocí, které mu garantovala běloruská ústava, se snažil získat právo na rozpuštění parlamentu, což mělo za následek mnoho konfliktů mezi Nejvyšší radou Běloruska a prezidentem. V květnu roku 1995 se pokusil zorganizovat referendum, kterým chtěl docílit rozšíření svých pravomocí. Bez ohledu na veto parlamentu (poslanci BNF zahájili protestní hladovku) na základě blízkého vztahu s Ruskem uzákonil ruštinu jako úřední jazyk Běloruské republiky. Někteří poslanci z řad komunistů a demokratů nebyli spokojení s rozšířením pravomocí prezidenta republiky, za což jim bylo zakázáno vystupovat ve státním rádiu a televizi.
V konečném důsledku se Alexandru Lukašenkovi podařilo 14. května 1995 referendum zorganizovat a rozšířit své pravomoci o uznání ruštiny za úřední jazyk Běloruska, zavedení vlajky Běloruské sovětské socialistické republiky v menší změně (zmizel srp a kladivo), o právo kdykoliv rozpustit běloruský parlament a upevnění ekonomických vztahů s Ruskem.
Následující prezidentské volby i přes nízkou účastí voličů jen potvrdily (v druhém kole) staronového prezidenta republiky – Alexandra Lukašenka.
Na podzim roku 1996 se v Minsku uskutečnily řady protestů opozičních sil proti prezidentovi a jeho politice ve státě. Jejich pokus sesadit Lukašenka z postu prezidenta Běloruska však policie krutě potlačila. V listopadu 1996 Lukašenko uskutečnil malé změny v běloruské ústavě, čímž si prodloužil mandát do roku 2001. Prezident znovu svévolně rozpustil parlament a jmenoval nového premiéra Sergeje Linga. Protesty však i nadále pokračovaly. Dne 19. listopadu 1998 poslanci běloruského parlamentu přijali Občanský zákoník s prezidentovými změnami, které ztížily státní kontrolu nad uskutečněním ekonomických a sociálních reforem během následujících roků. Výsledkem tohoto zákona byla nesvoboda projevu běloruského obyvatelstva. Běloruská vláda krutě reagovala i na činnost běloruských odborů, které prezident zakázal.
Vztahy Běloruska se Západem se ještě více zhoršily v roce 1998 po tom, kdy se státní moc snažila přinutit západní diplomaty opustit své rezidence s tvrzením, že jsou nutné stavební úpravy jejich rezidencí. Diplomaté Německa, Francie, Řecka, Velké Británie, Itálie, Polska, USA a Japonska byli z Běloruska odvoláni a Rada Evropy a Spojené státy zavedly zákaz vstupu běloruských vládních představitelů na území svých států. Konflikt se vyřešil koncem roku (1998), kdy se diplomaté mohli svobodně vrátit do svých rezidencí. Rada Evropy postupně upustila od tvrdých sankcí, USA však oznámily, že nikdy víc už neuznají Alexandra Lukašenka za zákonného prezidenta Běloruska.
Opoziční síly se v roce 1999 znovu pokusily postavit se proti prezidentovi a zorganizovaly neoficiální prezidentské volby. Podle jejich výsledků se jich zúčastnilo 53 % voličů, kteří i tak v konečném důsledku podpořili Lukašenka. V řadách opozice se organizací předčasných voleb znovu rozšířil rozkol ve stranách, které se vzájemně obviňovaly z netransparentnosti a falšování volebních výsledků. Poslanci běloruského parlamentu měli tak důvod začít perzekuce svých protivníků a obviňovali je z různých finančních kauz. V červenci roku 1999 se rozšířily protesty v řadách opozice i na tehdejšího premiéra běloruské vlády Semena Šareckého, který z obavy ze zatknutí emigroval na Litvu.
Rozpory mezi prezidentem Lukašenkem a jeho odpůrci pokračovaly i v roce 2000. Bez ohledu na aktivitu opozice, odvety uskutečňované vůči ní byly surové. Státní moc ji nepřímo obvinila z útoku na prezidenta republiky a lidi odsuzovala na nucené práce a krátké odnětí svobody. V hlavním městě Minsku v tomto období vznikala nezávislá vydavatelství, i těm se však státní moc snažila znepříjemňovat život udržováním monopolu na běloruské noviny, tisk a masmédia.
18. února 2000 Alexandr Lukašenko vyměnil běloruského premiéra Sergeje Ligna za Vladimíra Jarmošina a v říjnu toho roku zorganizoval parlamentní volby. Ty však podle mezinárodních pozorovatelů nesplnily demokratické standardy. Volby vyhráli prezidentovi přívrženci z Národně-patriotického svazu a do parlamentu se ještě dostaly malopočetné skupiny opozičních stran (Republika) v čele s Valerijem Frolovem a Vladimírem Parfjanovičem. Dne 9. září 2001 se následně v zemi konaly prezidentské volby. Alexandr Lukašenko, podruhé navržený na post prezidenta, podle oficiálních údajů z Ústřední volební komise Běloruské republiky nasbíral 75,6 % hlasů. Pořadí hlasů bylo následovné: Vladimír Gončarik (opoziční kandidát) – 15,4 %, Sergej Gajdukevič (Liberálně-demokratická strana) – 2,5 %. Kritika ze strany Západu a obvinění z diktátorského režimu v zemi podnítily Alexandra Lukašenka zastavit jakoukoliv činnost mise OBSE v Bělorusku, která podle vyjádření mocenských orgánů podporovala opoziční síly. Pravda však byla jiná. Ve skutečnosti se omezila pomoc zahraničních zdrojů mimovládním organizacím. Odpovědí některých západních zemí bylo proto kolektivní vyhlášení prezidenta Alexandra Lukašenka nežádoucí osobou (persona non grata). Začátkem roku 2005 se kvůli běloruskému přijetí Aktu o demokracii v Bělorusku ještě více prohloubily rozpory ve vztazích s USA.
V roce 2003 prezident znovu vyměnil premiéra státu a obvinil vládu z neefektivity jejích kroků. Novým premiérem se 10. července 2003 stal tehdejší nynější premiér Běloruska Sergej Sidorski. O rok později (2004) během voleb do běloruského parlamentu probíhalo opět zatýkání opozičních lídrů a vládní kontrola masmédií.
Výsledky voleb, které vyhráli provládní kandidáti, jsou dodnes sporné. Bylo zorganizováno i referendum, v kterém se občané vyjádřili ke změnám a novelizaci běloruské ústavy. Většina voličů v něm podpořila opětovné zvolení A. Lukašenka na následující roky. Opozice však obvinila vládu za zkreslení výsledků hlasování. Spojené státy na základě běloruskou vládou přijatého Aktu o demokracii v Bělorusku začaly pomáhat opozičním stranám a mimovládním organizacím v zemi.

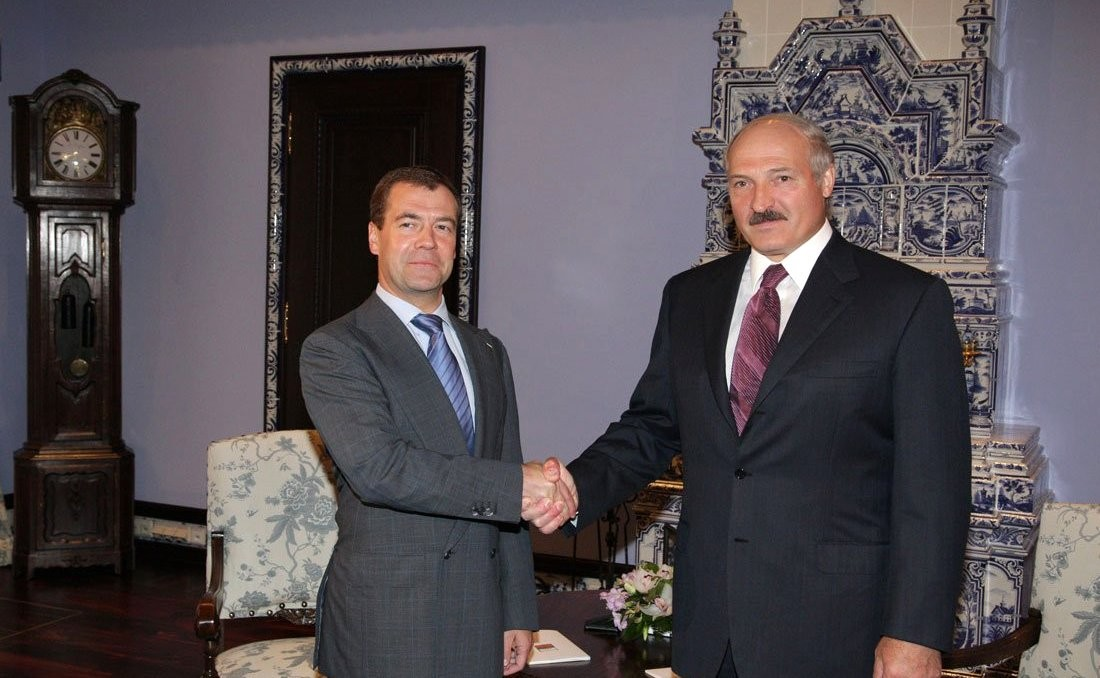
Alexandr Lukašenko v roce 2010

Těsně před dalšími prezidentskými volbami stanovenými na jaro roku 2006 se stát ocitl v politickém napětí. V roce 2005, jako odpověď na podporu běloruské opozice projevenou sousedním Polskem, státní moc v zemi vykázala polského diplomata ze země, zakázala všechny do té doby polsky vycházející noviny a vyměnila ředitele Svazu Poláků v Bělorusku. V předvečer voleb Evropský parlament, ve snaze ovlivnit průběh a výsledek běloruských voleb, spolu s Kongresem USA, Bělorusku pohrozili, že jakmile se v zemi poruší lidská práva a nedodrží princip svobodných voleb, přijmou vůči němu sankce. Tyto kroky vyvolaly negativní reakce ze strany běloruské moci a vyslaly negativní signály pozorovatelům ze zemí Společenství nezávislých států, která je klasifikovala jako narušení státní suverenity Běloruské republiky.
Státní orgány Běloruska se domnívaly, že během voleb a po nich se bude opozice pokoušet zopakovat scénář tzv. barevných revolucí, které se odehrály v roce 2003 v Gruzii (tzv. Růžová revoluce) a o rok později (2004) na Ukrajině (tzv. Oranžová revoluce).
V prezidentských volbách, které se konaly 19. března 2006, vyhrál Alexandr Lukašenko, kterému svůj hlas odevzdalo 82,6 % oprávněných voličů. Na dalších místech se umístili Alexandr Milinkevič (6 %), Sergej Gajdukevič (3,5 %) a Alexandr Kozulin (2,3 %).
Názory zahraničních pozorovatelů na průběh prezidentských voleb v Bělorusku se rozcházely. Pozorovatelé ze SNS považovali běloruské volby za svobodné a spravedlivé. Ruská federace vyslovila spokojenost s volbami, avšak zpochybnila vyjádření představitelů OBSE, kteří tvrdili, že průběh voleb v Bělorusku se neshodoval s kritérii o průběhu standardních demokratických voleb v jiných státech. Spojené státy americké zase obviňovaly státní moc v zemi z falšování volebních výsledků. Prezidenti členských zemí Evropské unie přijali společnou smlouvu o přijetí sankcí vůči Bělorusku, a to obnovením zákazu vstupu Alexandra Lukašenka do některých evropských zemí. Podle názoru mnohých pozorovatelů, obyvatelstvo Běloruska podporovalo prezidenta Lukašenka z toho důvodu, že se významně zasloužil o zvýšení životní úrovně Bělorusů a růst běloruské ekonomiky od začátku svojí vlády v roce 1994.
Běloruská opozice však výsledky voleb neuznala. Jeden z jejích vůdců (Alexandr Milinkevič) se na konci posledních voleb vyjádřil, že ve skutečnosti on získal jednu třetinu všech platných hlasů občanů Běloruska. Na hlavním náměstí v Minsku se uskutečnily demonstrace přívrženců opozičních sil za svrhnutí prezidenta Lukašenka. Někteří z nich zde vytvořili tzv. stanové městečko, aby na náměstí setrvali delší dobu. Stanové městečko však běloruská policie rozehnala a jeho obyvatele (více než 200 lidí) zadržela. Protesty opozice za odvolání prezidenta však byly neúspěšné. Dne 8. května 2006 byl staronový prezident Běloruské republiky Alexandr Lukašenko opětovně dosazen do úřadu prezidenta republiky na další čtyři roky. Dne 19. prosince 2010 byl Alexandr Lukašenko zvolen počtvrté prezidentem ve volbách, které opozice označila za zmanipulované.

## Mapy

11. století (krystalizační jádro středověké Litvy zahrnovalo i území Bílé Rusi)
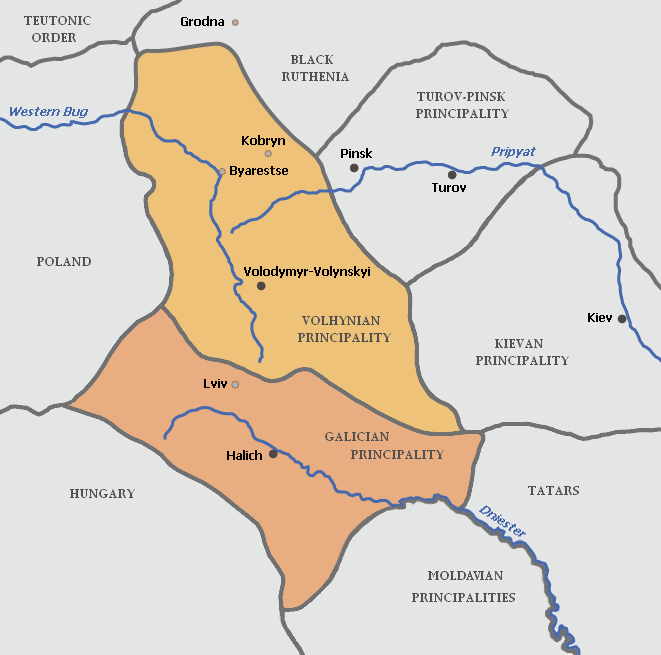
1340 (Haličsko-vladimirské knížectví zasahovalo až na Bílou Rus)
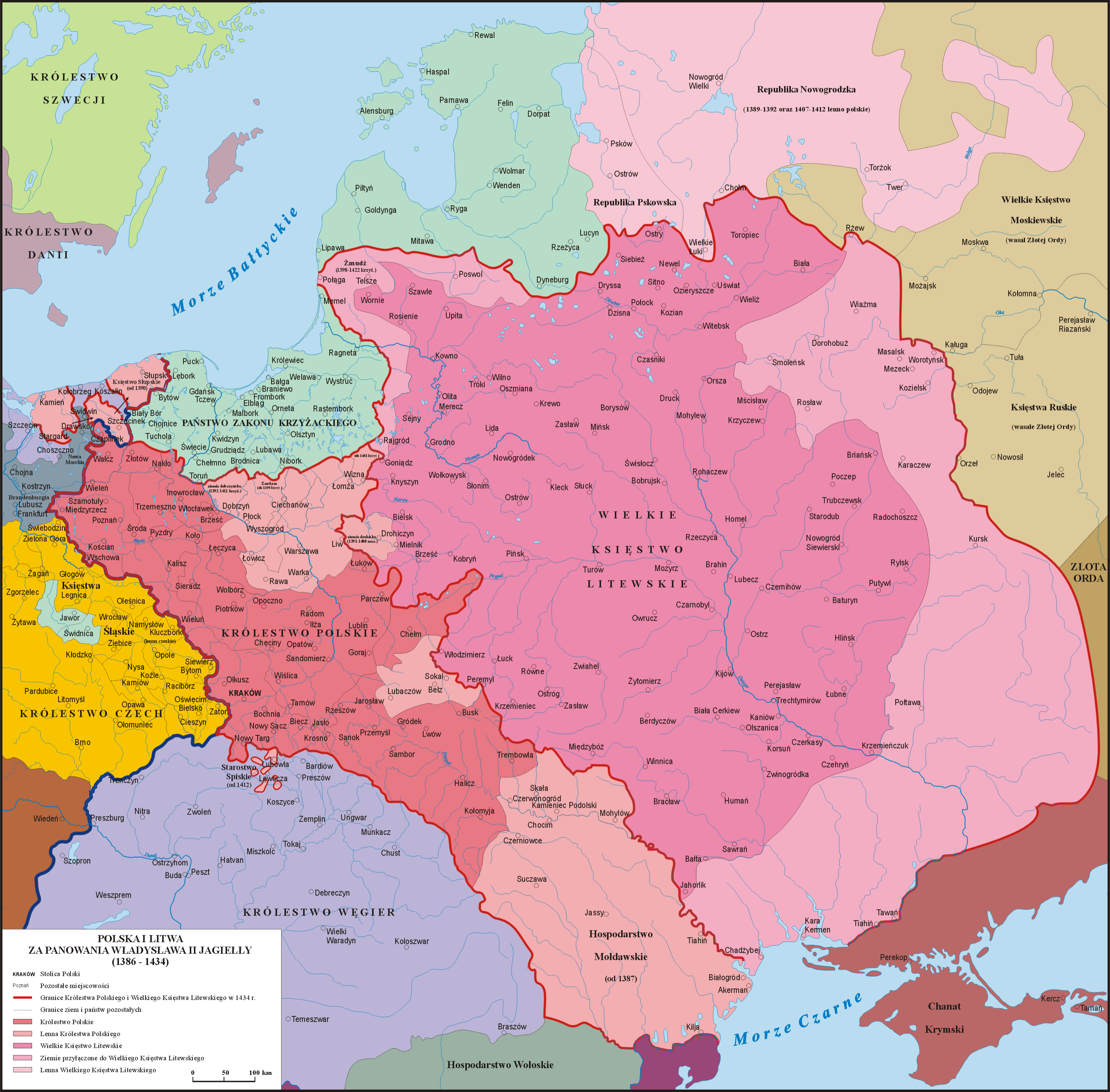
14. století (součást Velikého knížectví litevského)
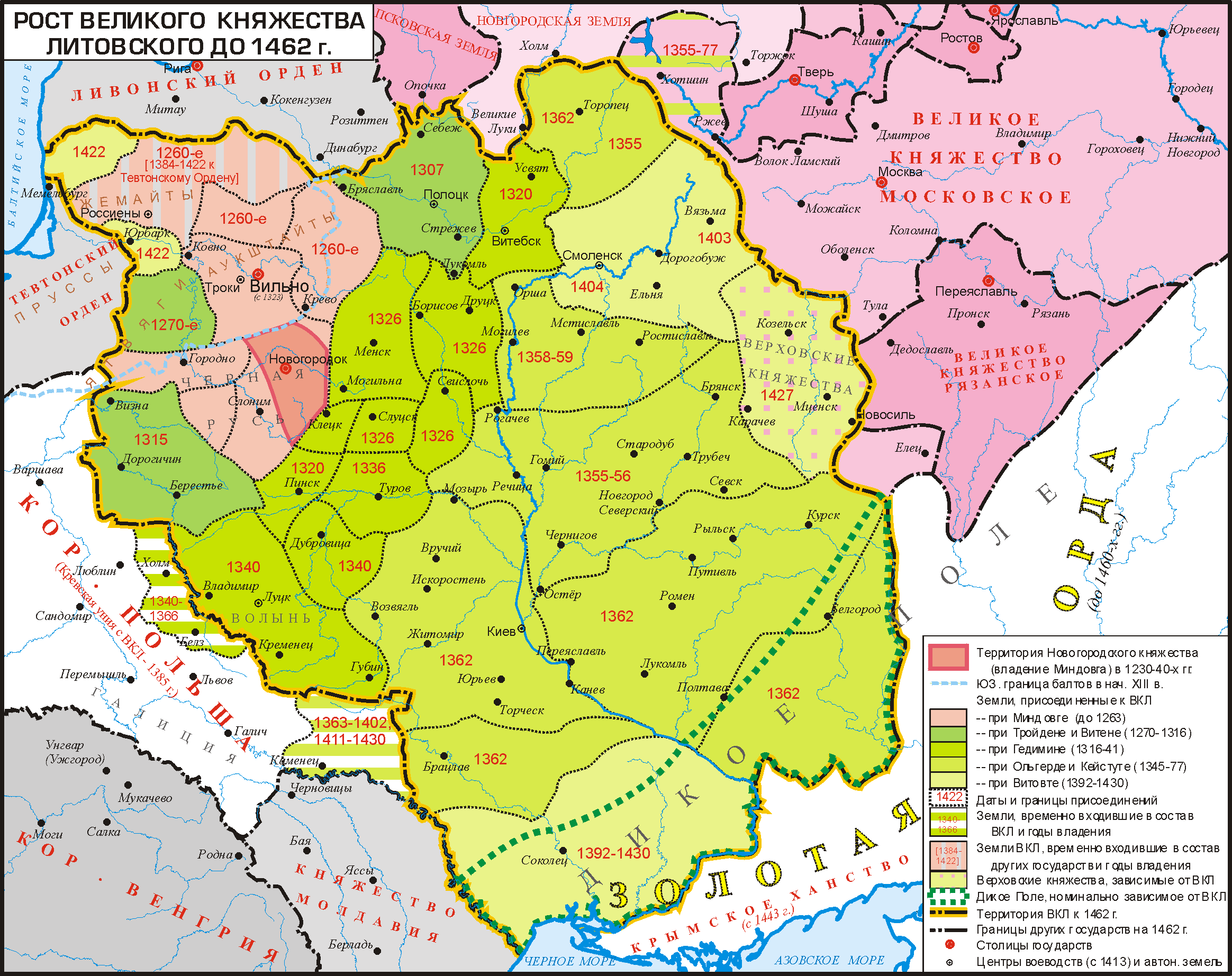
1462 (postupný růst VKL)
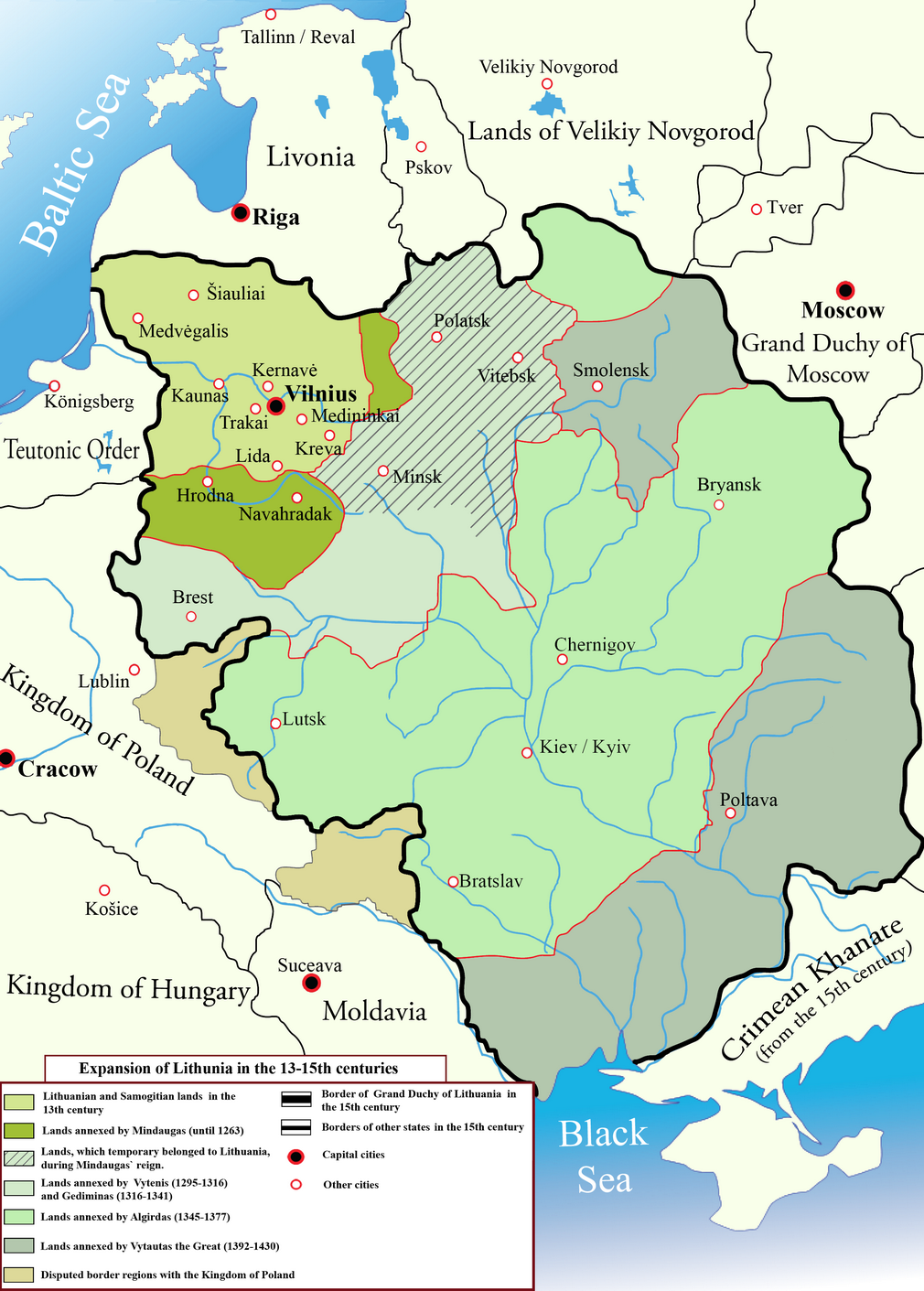
15. století
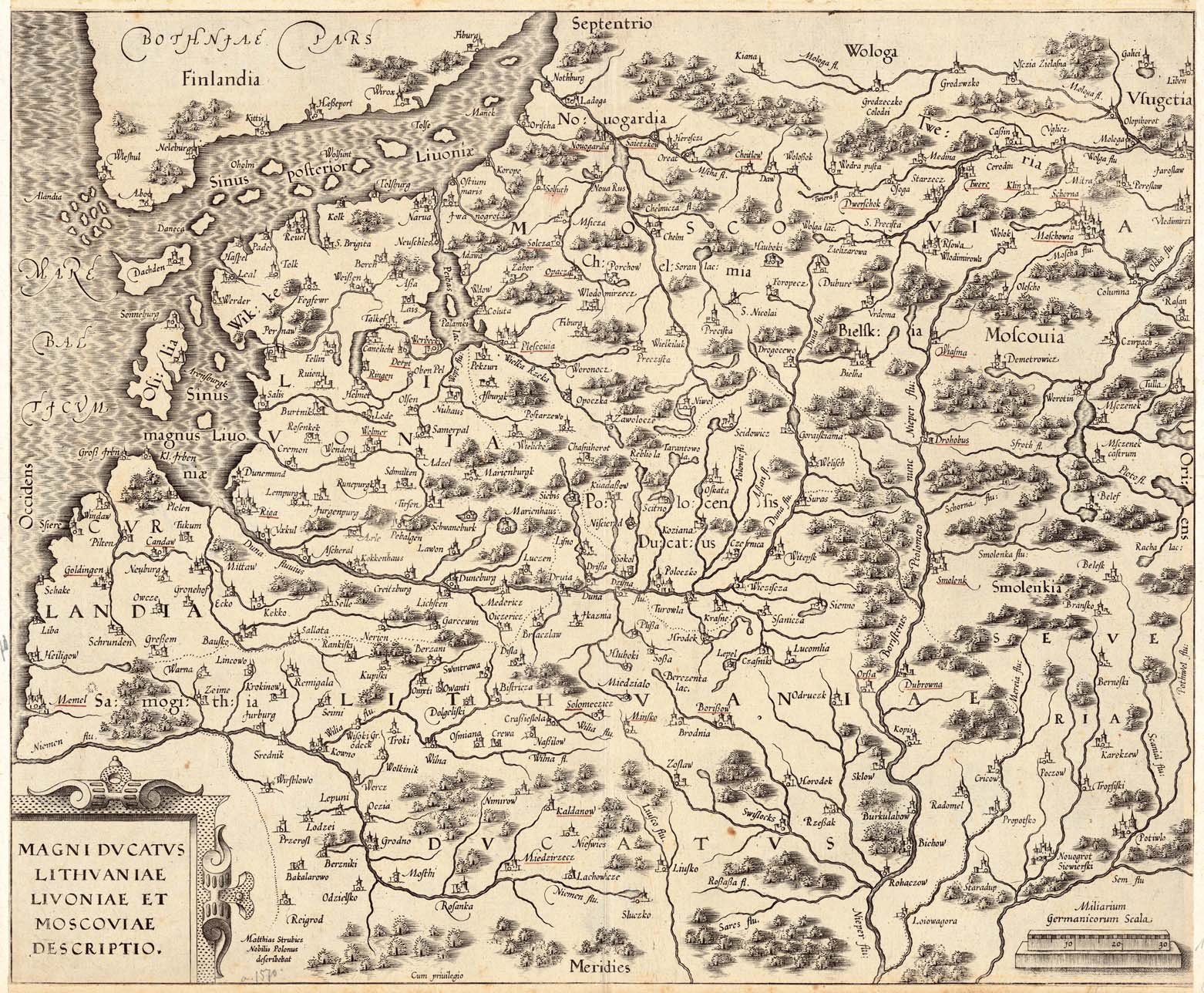
1586
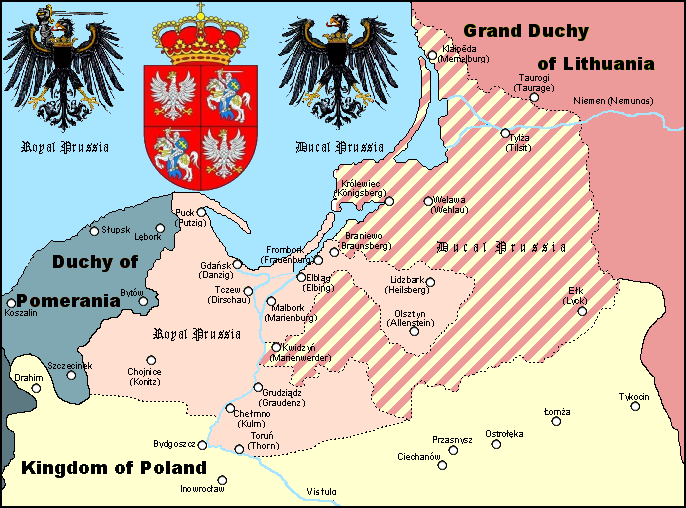
16. století
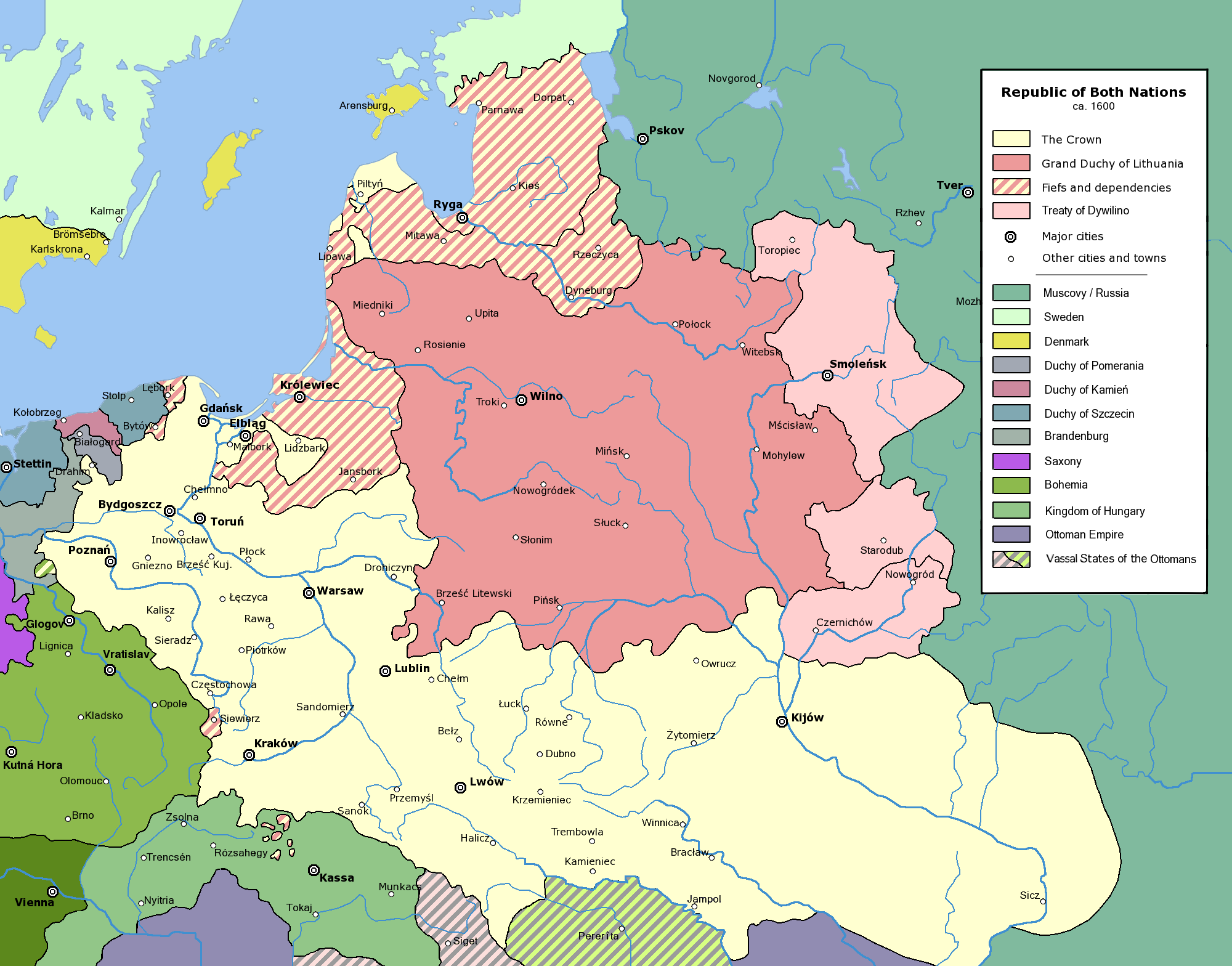
1600
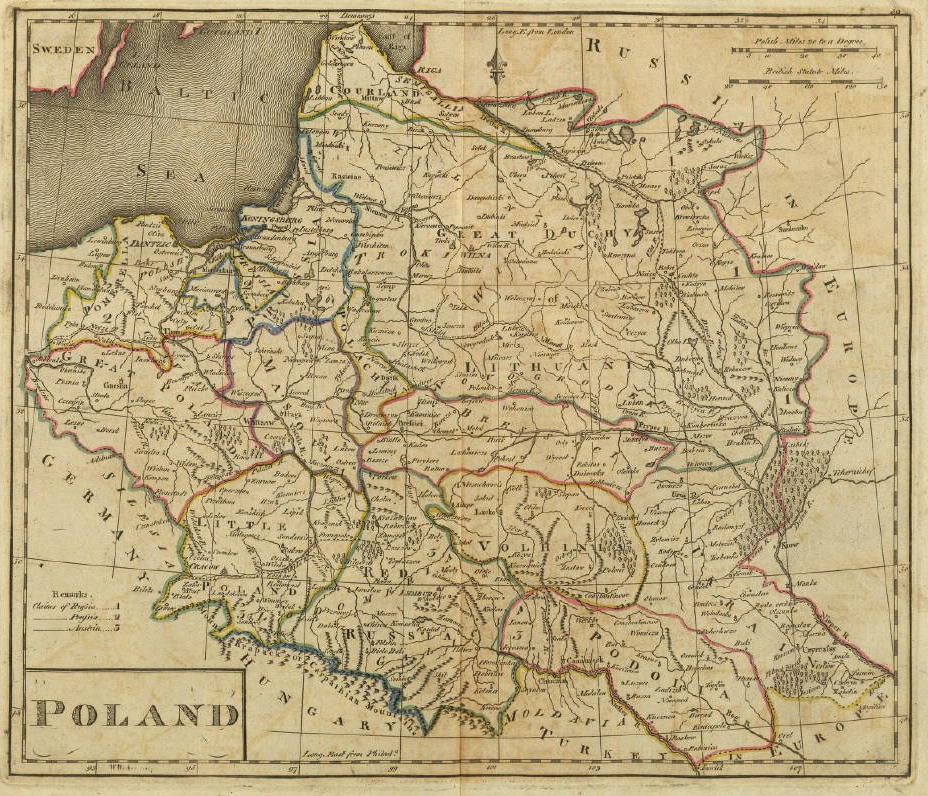
1772 (1. dělení Polska)
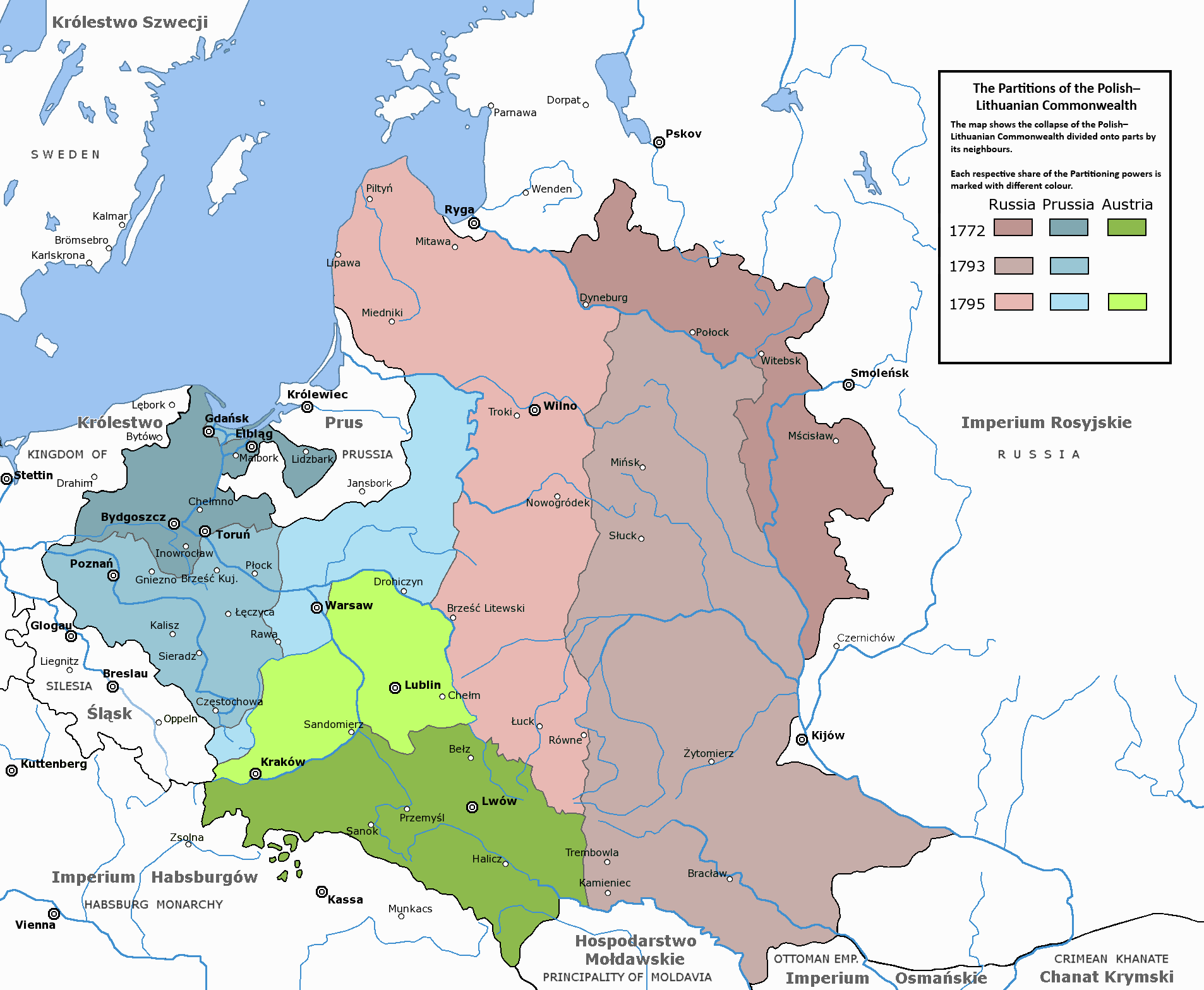
1795 (3. dělení Polska)
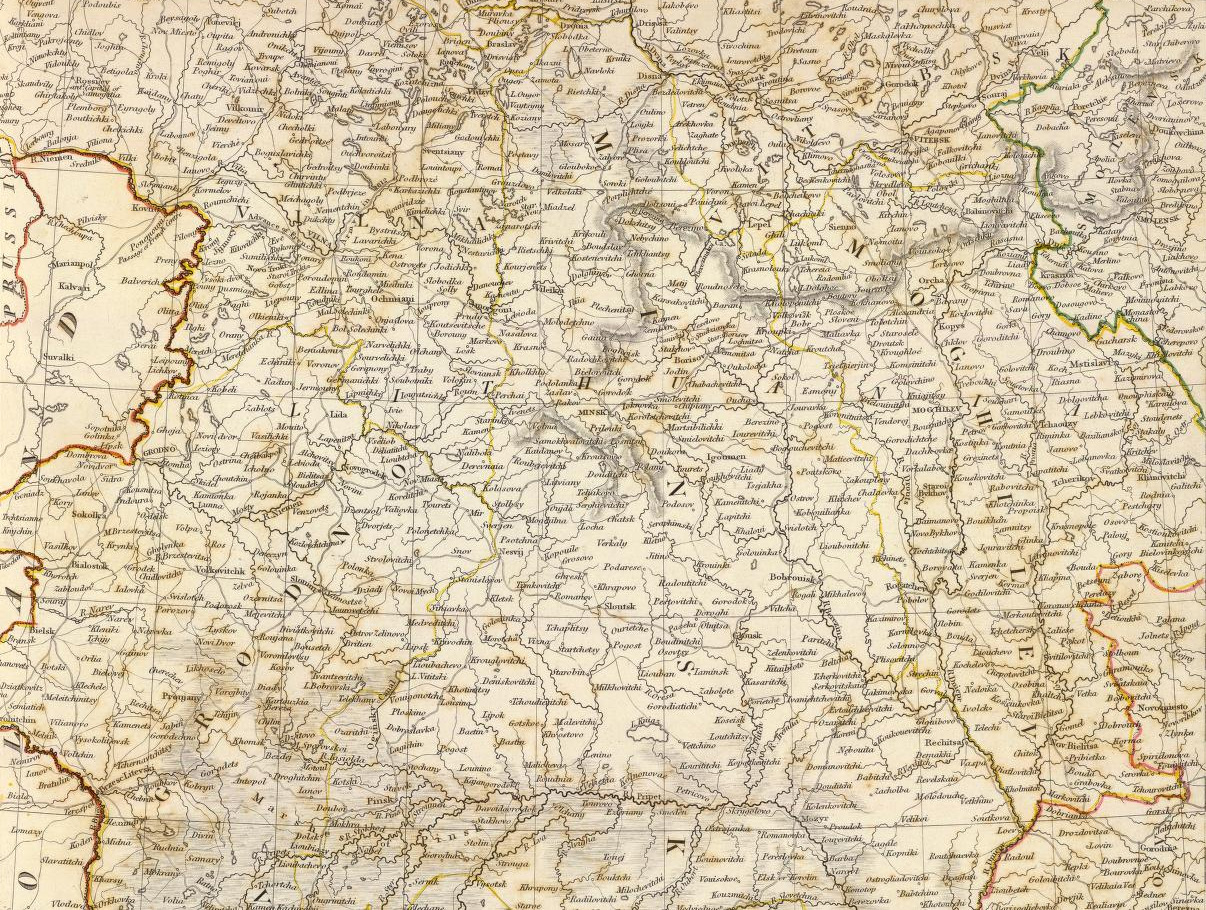
1835
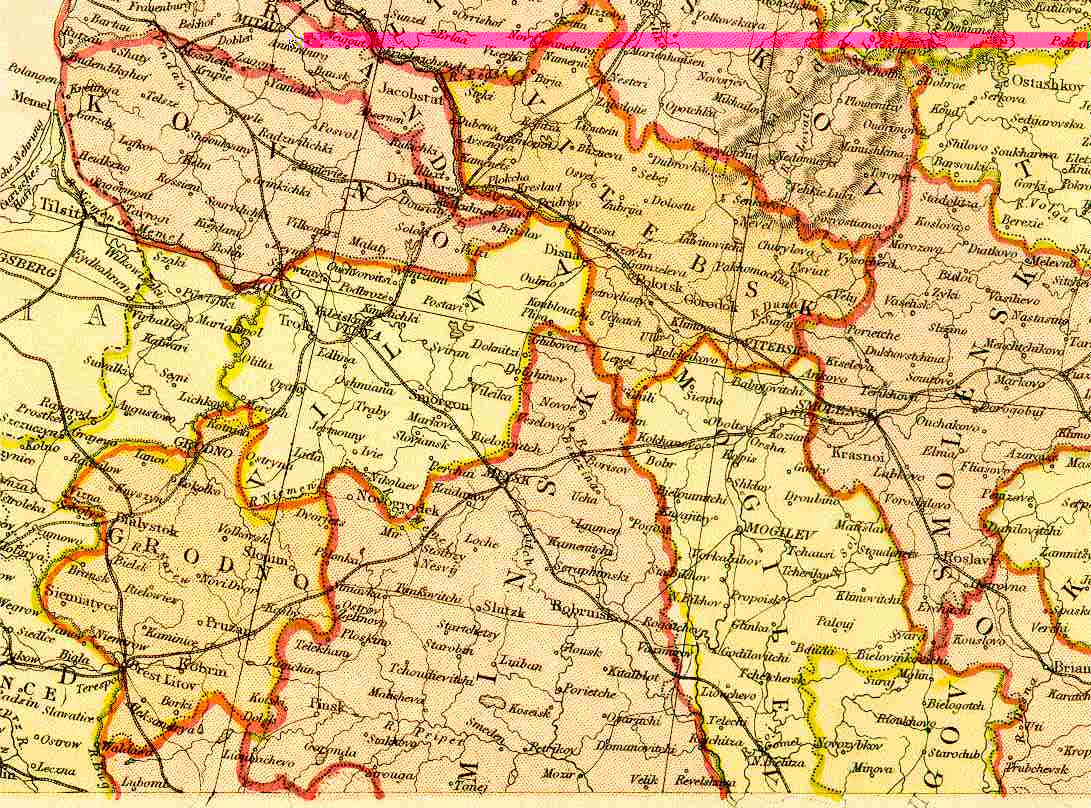
1882
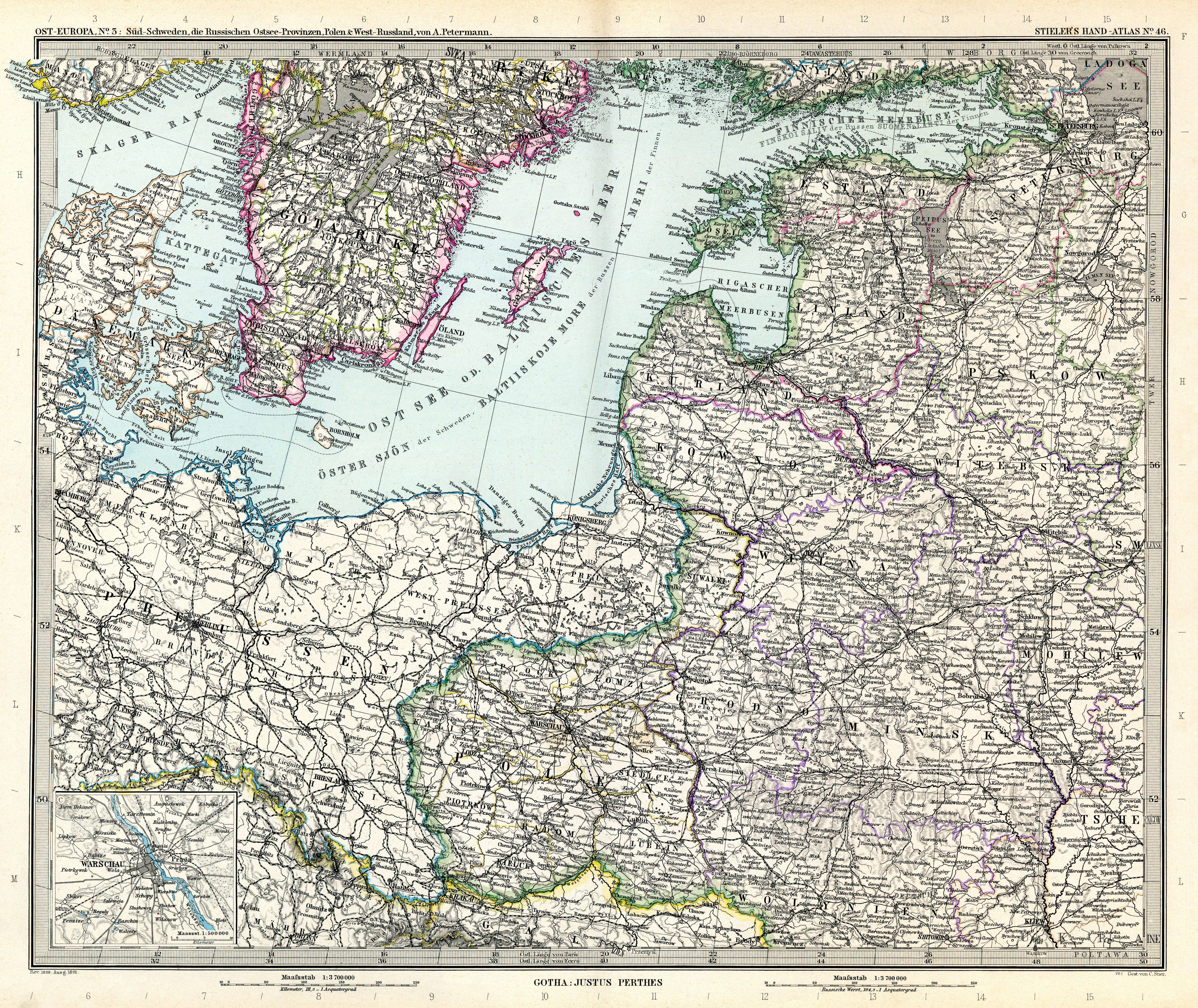
1891
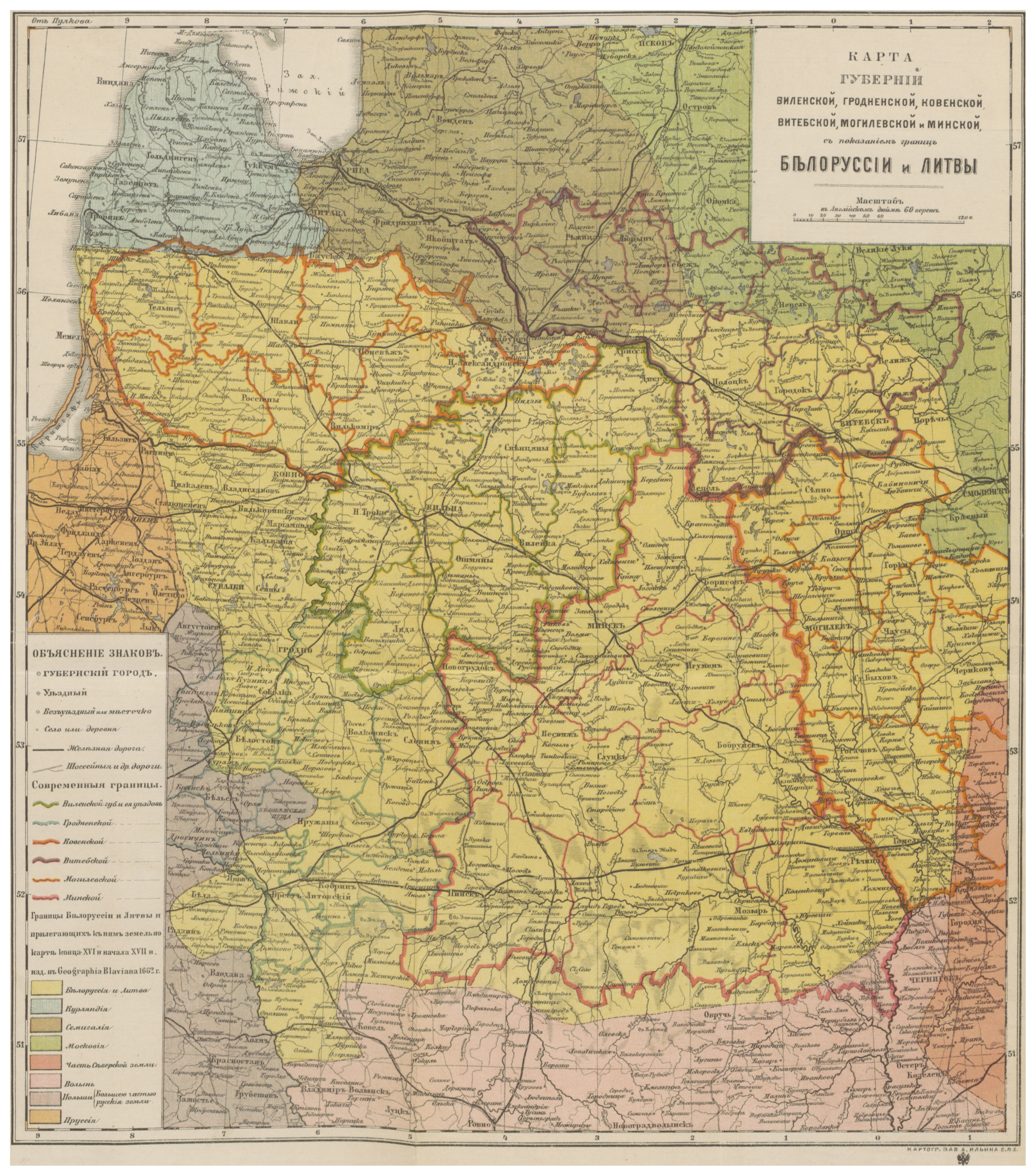
1897
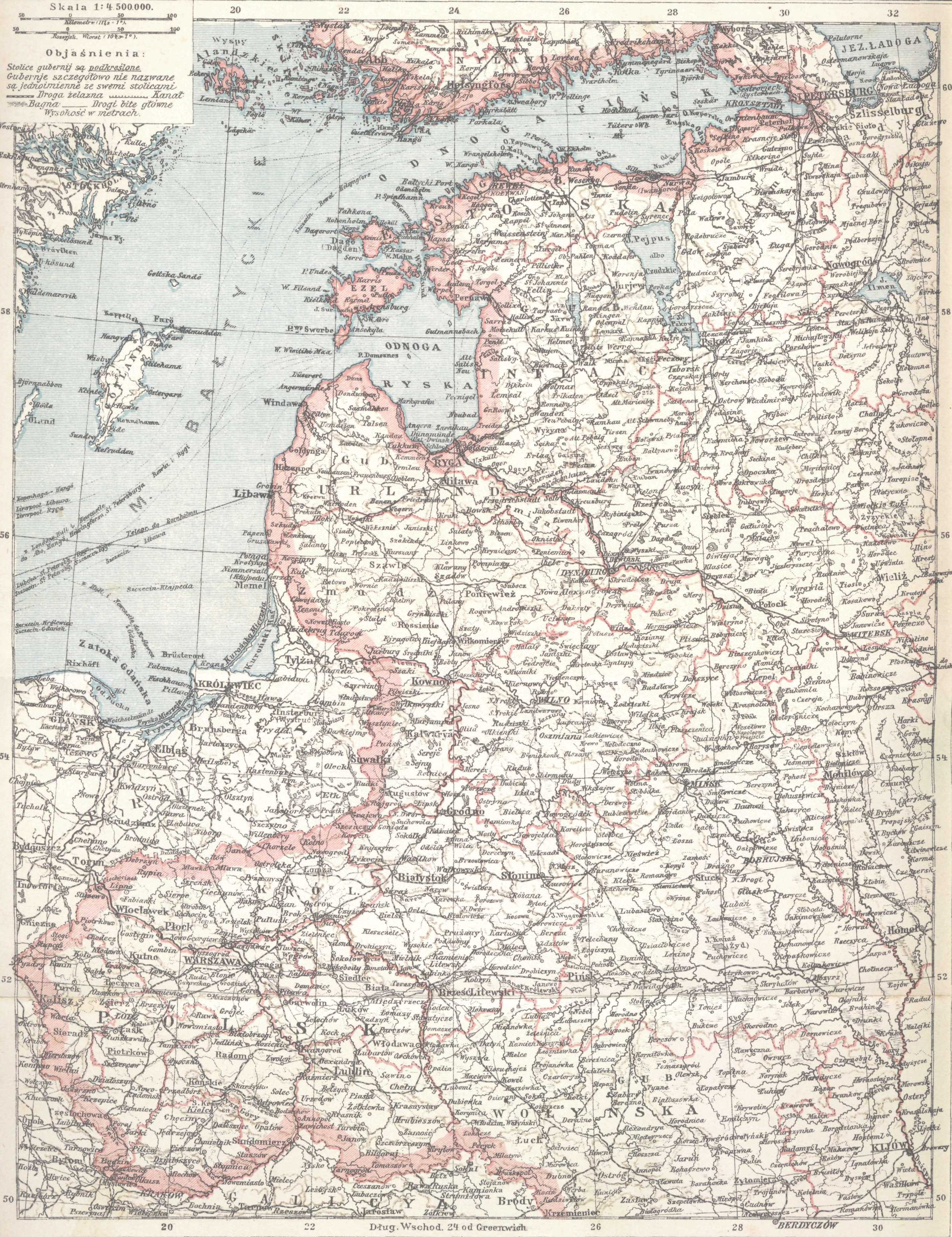
1902
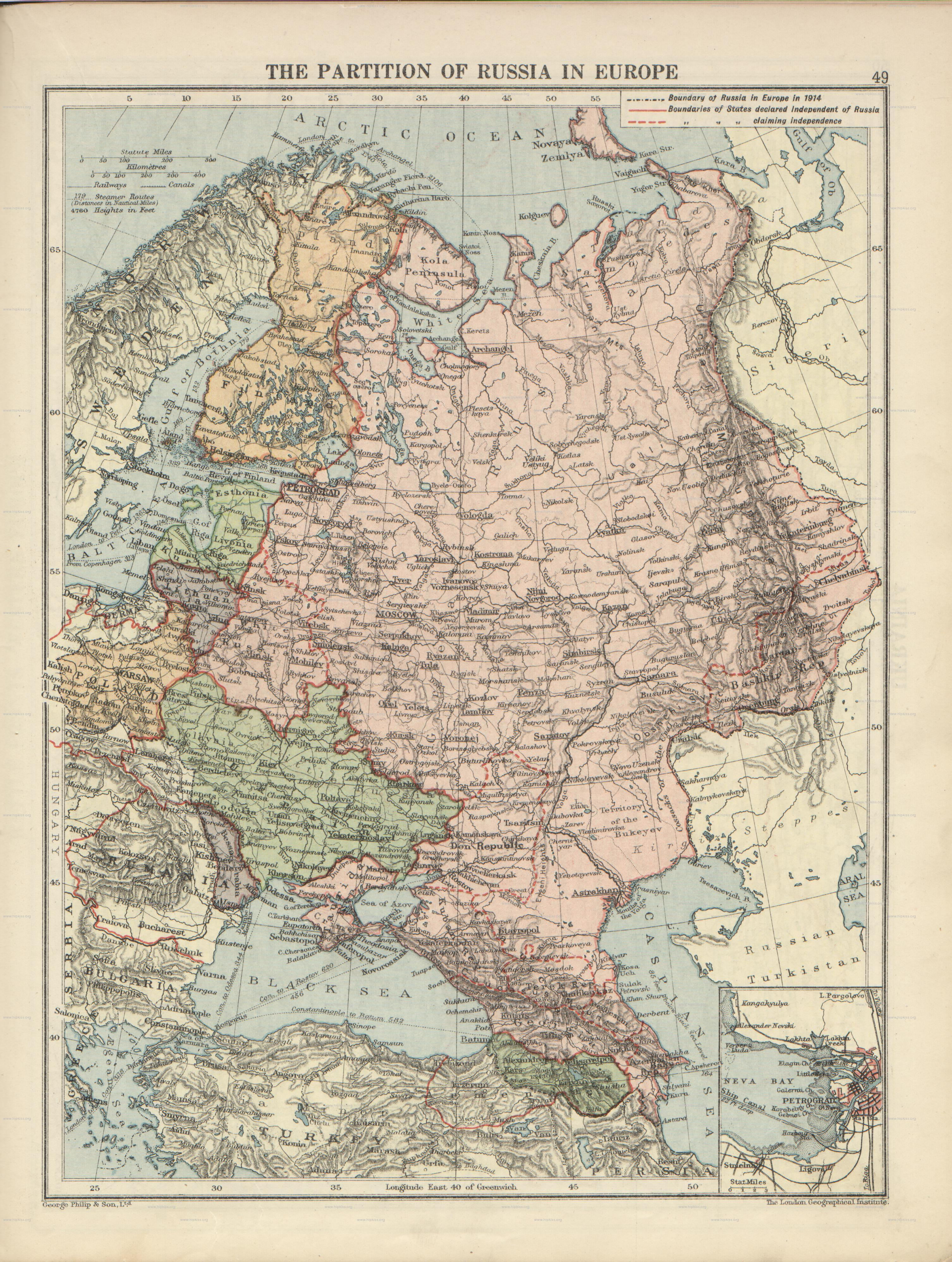
1918
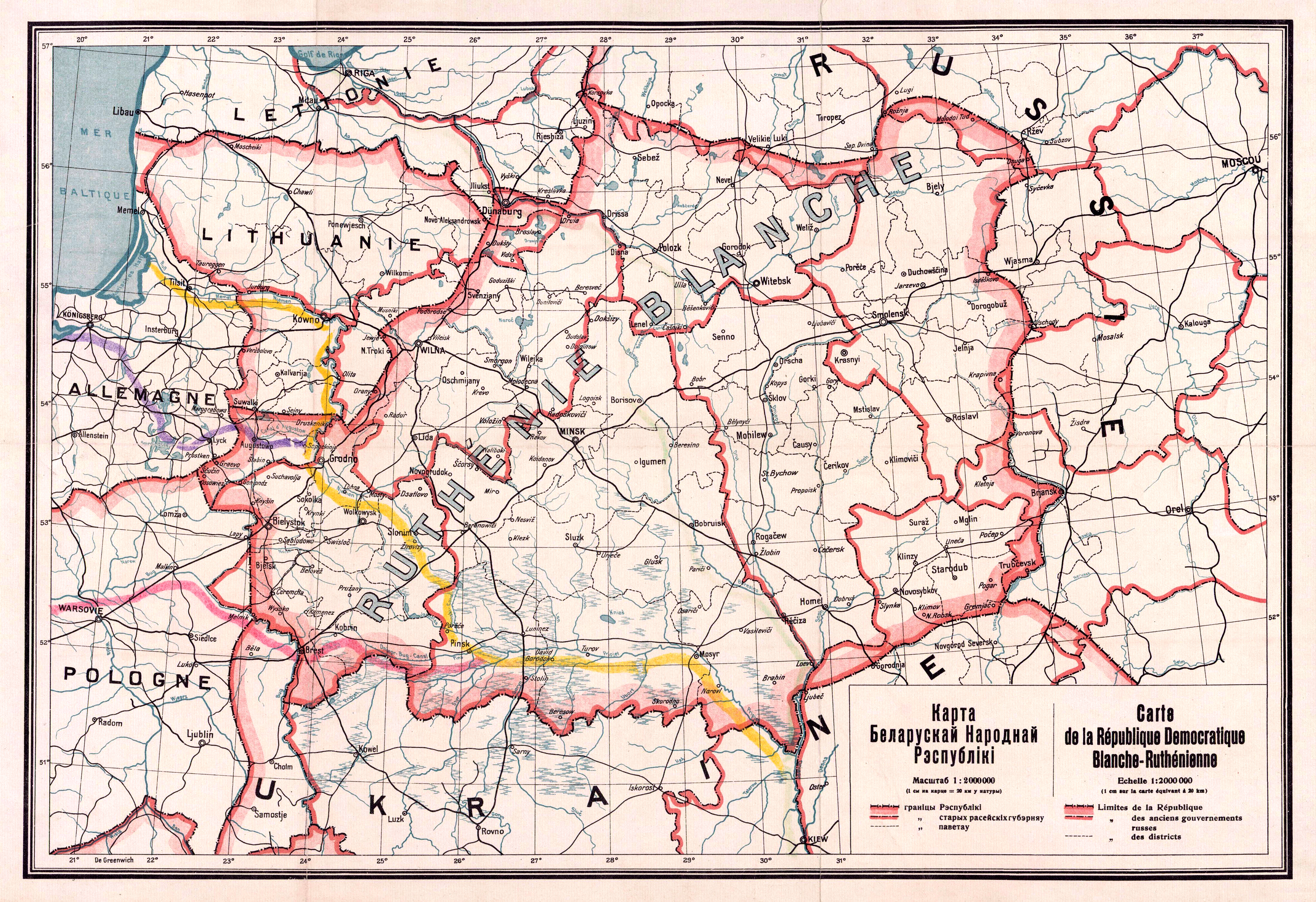
1918 (územní nároky Běloruské lidové republiky)
1919
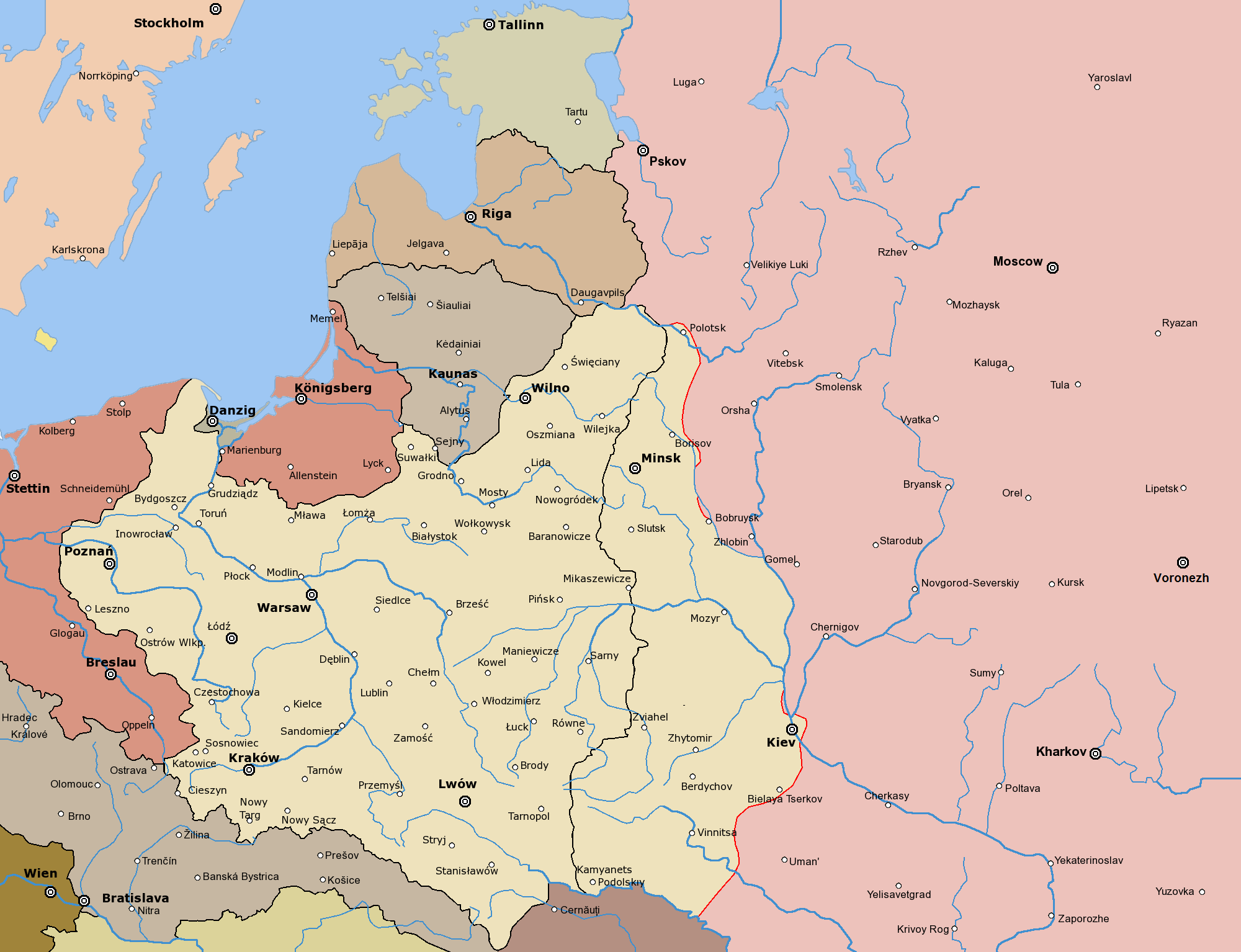
1920 (území Běloruska rozdělené mezi Polsko a SSSR)
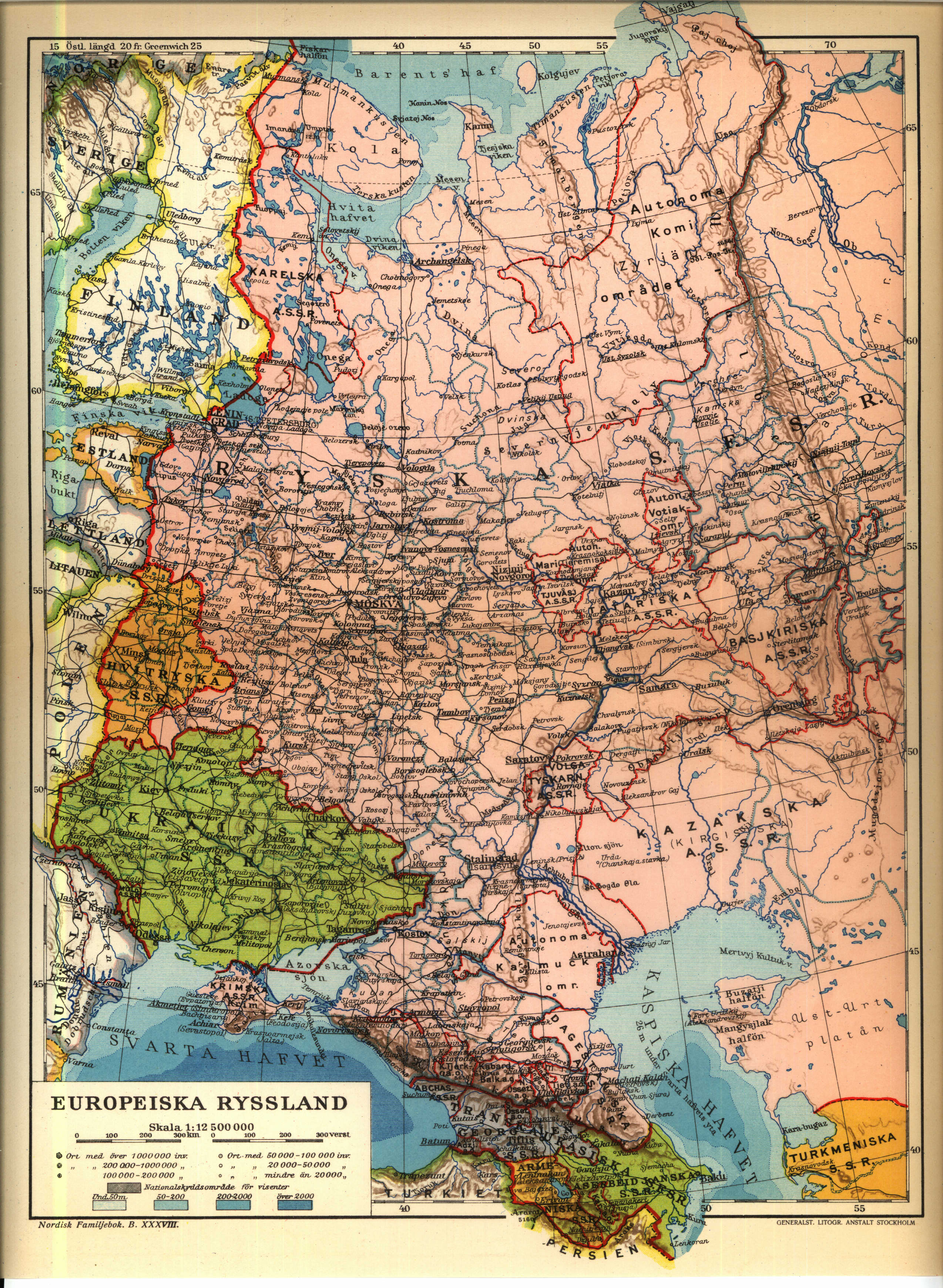
1926
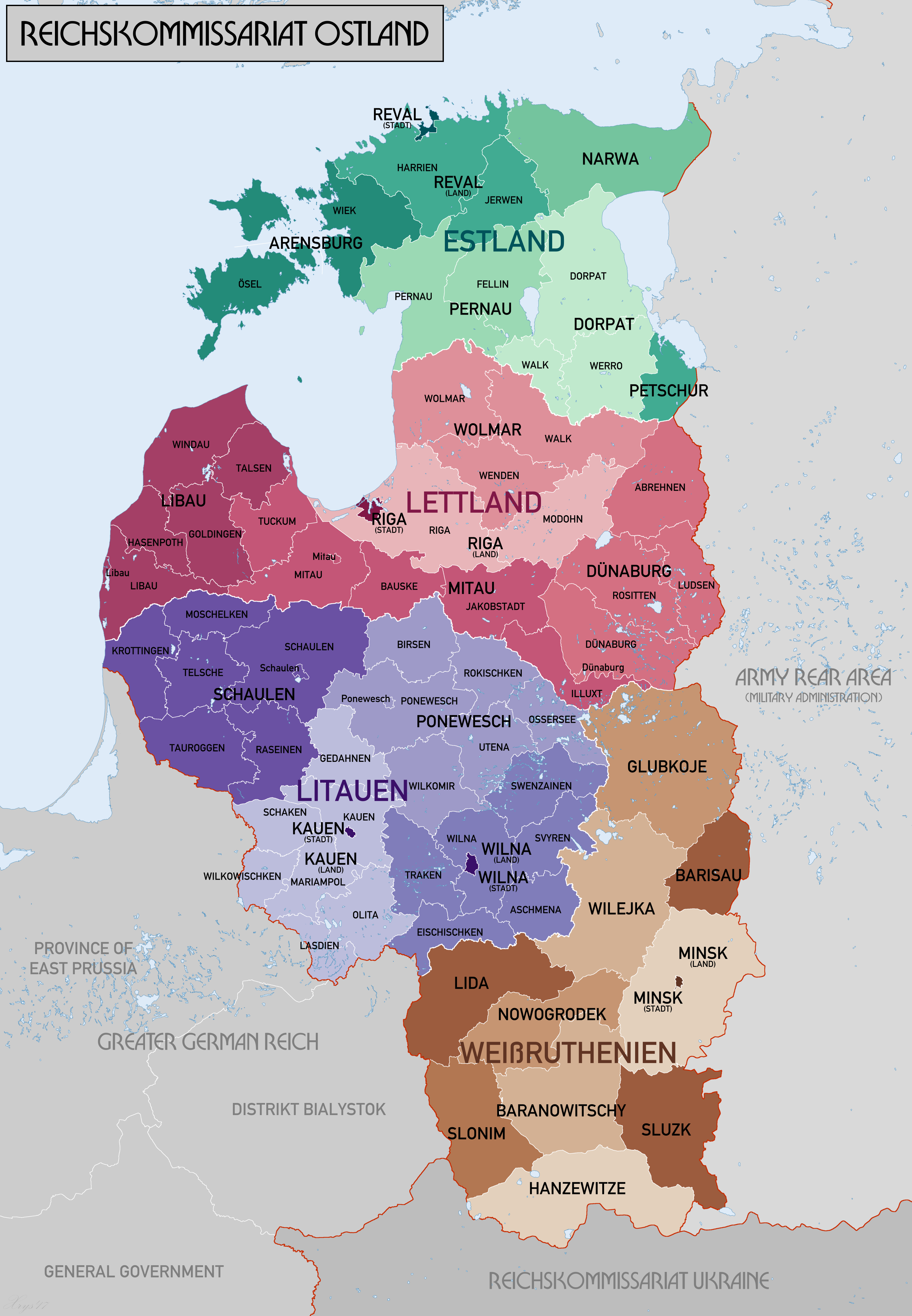
1943 (okupované Bělorusko jako součást říšského komisariátu Ostland)
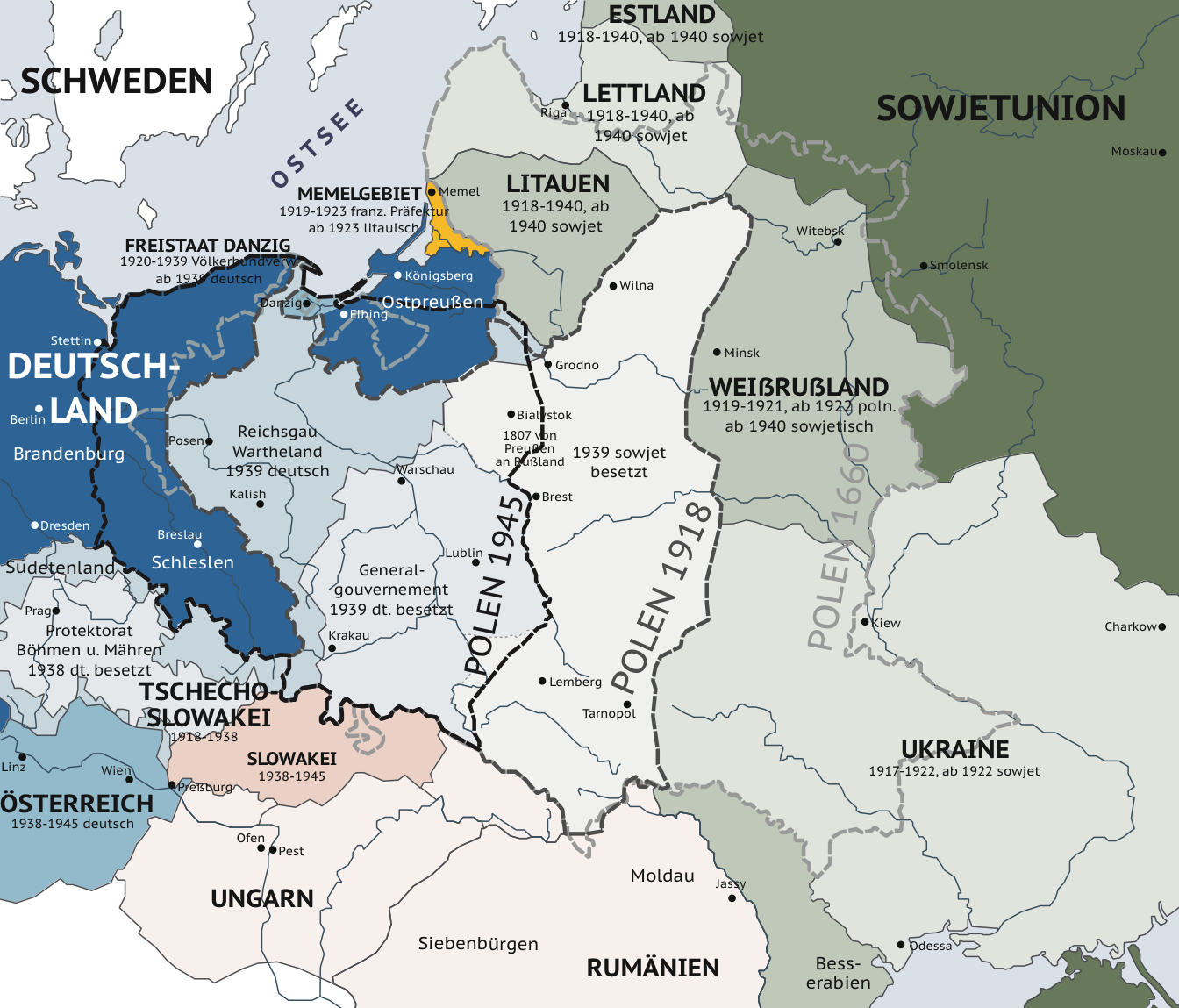
1945
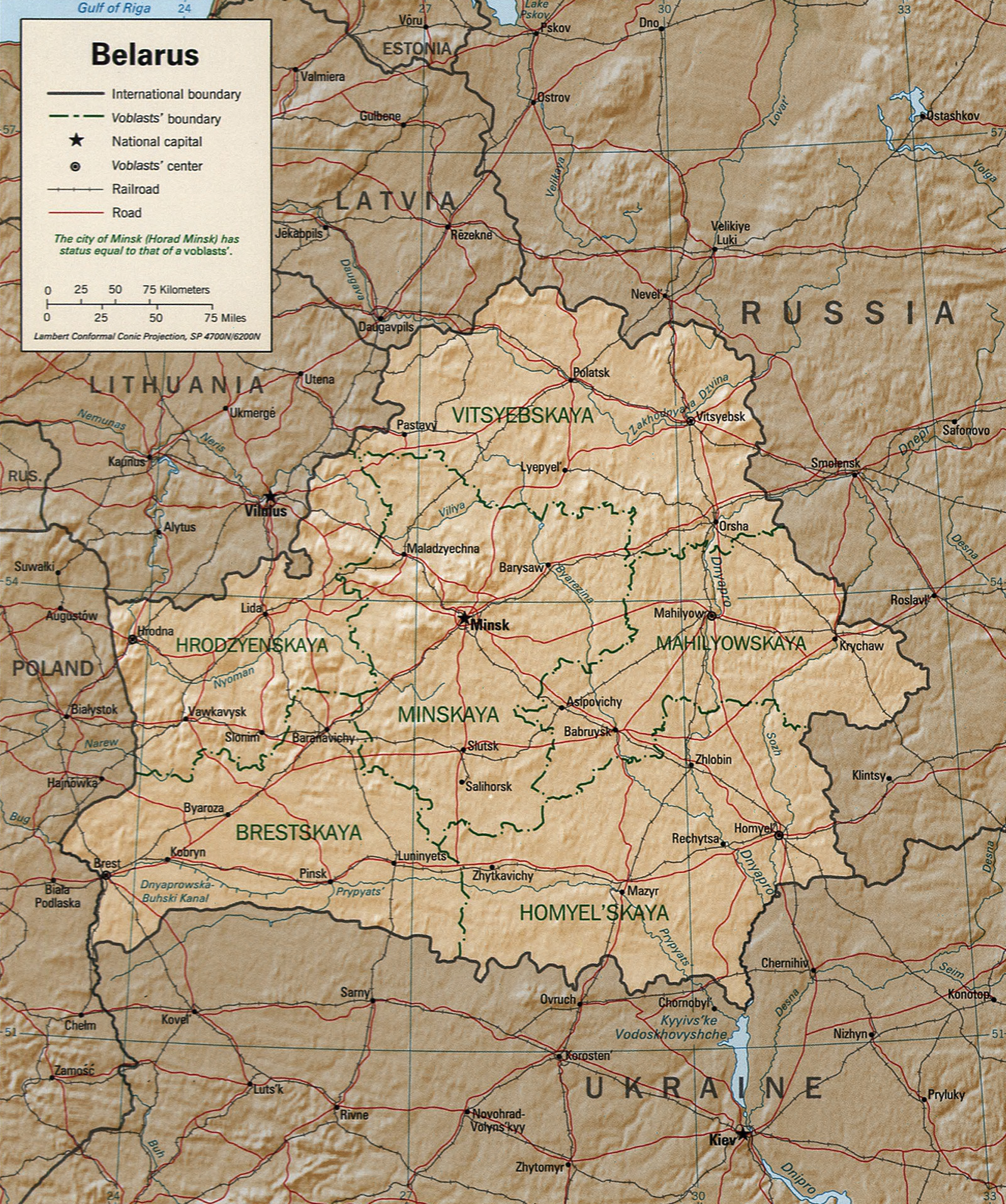
1997